# ジョン・ローガン
ジョン・ローガン（John Logan, 1961年9月24日 - ）は、アメリカ合衆国カリフォルニア州サンディエゴ出身の劇作家、脚本家。
1983年にノースウェスタン大学を卒業。シカゴで劇作家として活躍し、レオポルドとローブを題材にした"Never the Sinner"などを執筆。その後脚本家としてハリウッドでも活躍、3度アカデミー賞にノミネートされている。

## 主な演劇
- Logan's Never the Sinner (1985)
- Hauptmann (1991)
- Riverview (1992)
- Red (2009)
- Peter and Alice (2013)
- I'll Eat You Last: A Chat with Sue Mengers (2013)
- The Last Ship (2014)
- ムーラン・ルージュ! (2018)
- Superhero (2019)

## 主な映画
- トルネード Tornado! (1996) テレビ映画、脚本
- 狙われた女学生 インモラル・カレッジ Teach Me Tonight (1997) 出演
- ザ・ディレクター ［市民ケーン］の真実 RKO 281 (1999) テレビ映画、脚本
- エニイ・ギブン・サンデー Any Given Sunday (1999) 脚本・原案
- グラディエーター Gladiator (2000) 脚本
- タイムマシン The Time Machine (2002) 脚本
- ネメシス/S.T.X Star Trek: Nemesis (2002) 脚本・原案
- シンドバッド 7つの海の伝説 Sinbad: Legend of the Seven Seas (2003) 脚本
- ラスト サムライ The Last Samurai (2003) 脚本
- アビエイター The Aviator (2004) 脚本
- スウィーニー・トッド フリート街の悪魔の理髪師 Sweeney Todd: The Demon Barber of Fleet Street (2007) 脚本・製作
- ランゴ Rango (2011) 脚本・原案
- ヒューゴの不思議な発明 Hugo (2011) 脚本
- 007 スカイフォール Skyfall (2012) 脚本
- 007 スペクター Spectre (2015) 脚本
- エイリアン: コヴェナント Alien: Covenant (2017) 脚本
- Michael (2026) 脚本